# Mejicano (1786)
Il Mejicano fu un vascello di linea spagnolo da 112 cannoni che prestò servizio nella Armada Española tra il 1784 e il 1816.

## Costruzione
Realizzato nei Reales Astilleros di L'Avana, Cuba, sui piani costruttivi elaborati dal tenente generale e ingegnere navale José Joaquín Romero y Fernández de Landa fu uno dei 9 vascelli della classe Meregildos o  Santa Ana dal nome della prima unità. Le altre unità della classe erano Santa Ana, Conde de Regla, Salvador del Mundo, Real Carlos, San Hermenegildo, Reina María Luisa, Príncipe de Asturias e costituirono il nerbo della flotta spagnola durante le guerre napoleoniche.

## Storia
Il vascello Mejicano fu realizzato in meno di 11 mesi presso il cantiere navale di L'Avana, Cuba, ad un costo di 328.000 pesetas, come dono dei sudditi della Cabilda del Messico al Re di Spagna Carlo III. La nave venne realizzata per il 76% in legno di cedro ed entrò in servizio con un armamento di 80 cannoni disposti nel seguente ordine: 30 cannoni da 36 libbre nella prima batteria, 32 da 24 nella seconda, 32 da 12 nella terza, 12 da 8 sul cassero e 6 da 8 sul castello di prua.
Durante il viaggio inaugurale da L'Avana a El Ferrol la nave, al comando del capitano di vascello Miguel Felix Goycoechea, era priva di armamento, e le prove in mare diedero risultati incoraggianti.
Nel giugno 1790 la nave entrò a far parte della divisione agli ordini del tenente generale Don José Solano Marchese di Socorro in previsione dello scoppio della guerra con la Gran Bretagna a causa dell'incidente di Nootka. Il vascello eseguì una crociera da El Ferrol a Capo San Vincenzo, sulla costa dell'Africa, al comando del capitano Santiago Muñoz de Velasco, toccando poi Cadice e ritornando quindi a El Ferrol il 17 giugno 1791, dove fu posta in disarmo.
In seguito alla firma del Trattato di San Ildefonso, nell'ottobre 1796 la Spagna dichiarò guerra alla Gran Bretagna e al Portogallo. Assegnato come nave di bandiera alla divisione agli ordini del viceammiraglio don Pedro de Cárdenas y Blancardi, il 14 febbraio 1797, vicino a Capo San Vincenzo l'Esquadra dell'Océano, al comando del viceammiraglio José de Córdova y Ramos, si scontrò con quella inglese al comando dell'ammiraglio Sir John Jervis patendo una cocente sconfitta. Durante lo scontro il Mejicano, al comando di don Francisco de Herrera y Cruzat, e su cui alzava la sua insegna il viceammiraglio Pedro de Cárdenas y Blancardi, impegnò combattimento con il vascello inglese Excellent da 74 cannoni, al comando del capitano di vascello Cuthbert Collingwood, patendo la morte del comandante e di altri 25 membri dell’equipaggio, mentre ulteriori 46 vennero gravemente feriti.
Dopo la cocente sconfitta l'ammiraglio de Córdova y Ramos fu sostituito da don José de Mazarredo Salazar Muñatones y Gortázar. Nel 1798 il Mejicano fece parte della squadra dell'ammiraglio de Mazarredo y Cortázar, quando quest'ultima uscì da Cadice per trasferirsi a El Ferrol. Era previsto che le navi spagnole si riunissero alla squadra dell'ammiraglio francese Étienne Eustache Bruix, quando quest'ultima fosse transitata davanti al porto di El Ferrol, ma l'ammiraglio francese, salpato da Brest il 26 aprile 1799, tale operazione non riuscì.
Nel giugno 1799 la squadra spagnola prese il mare dirigendo verso Cartagena,  dove si riunì a quella dell'ammiraglio Bruix, salpando da questo porto per approdare il 12 luglio a quello di Cadice. Dopo pochi giorni le navi francesi, terminate le operazioni di rifornimento, lasciarono Cadice per fare ritorno a Brest. Le seguiva una formazione navale spagnola di 18 vascelli che comprendeva anche il Mejicano, che rimase nel porto francese fino al 1801.
Ritornato a El Ferrol venne posto nuovamente in disarmo, con lo scafo in cattive condizioni per la mancanza di carenaggio. Con la fine delle guerre napoleoniche fu venduto nel corso del 1815, e successivamente demolito.

### Annotazioni
1. ↑  Come la maggior parte della navi realizzate all'epoca a Cuba in quanto questo legno, estremamente resistente, li si trovava in abbondanza.
2. ↑  Forte di ventisette vascelli di linea e sette fregate.
3. ↑  Forte di quindici vascelli di linea, cinque fregate, un brigantino ed una cannoniera.
4. ↑  Nato nel 1738, fu comandante del vascello da 68 cannoni San Felipe Apostol nel 1794 e poi del Mejicano. Deceduto in azione il 14 febbraio 1797.

### Fonti
1. 1 2 3 4 5 6 7 8 9  Todo a babor.
2. ↑  Todo a babor.
3. ↑  Duro 1902, p. 13.
4. ↑  Duro 1902, p. 55.
5. ↑  Duro 1902, p. 83.
6. ↑  Duro 1902, p. 75.
7. ↑  Duro 1902, p. 82.
8. ↑  Duro 1902, p. 91.
9. ↑  Duro 1902, p. 88.
10. ↑  Donolo 2012, p. 155.
11. ↑  Duro 1902, p. 179.
12. 1 2  Donolo 2012, p. 159.
13. ↑  Duro 1902, p. 212.